# Great Wheel
Das Great Wheel, offiziell The Gigantic Wheel, war ein 93,9 Meter hohes Riesenrad in London. Es wurde nach dem Vorbild des Chicagoer Rades „Ferris Wheel“ in den Jahren 1894 bis 1895 errichtet und blieb bis zur Fertigstellung des Pariser Riesenrades im Jahre 1900 das größte der Welt. Anfang 1907 wurde es nach fast zwölfjährigem Betrieb aufgrund ausbleibender Profitabilität abgebaut. Während seiner Betriebszeit wurden mit dem Riesenrad, das anlässlich der Kolonialausstellung Empire of India Exhibition im Earls Court Exhibition Centre in der Nähe der gleichnamigen Bahnstation Earl’s Court erbaut wurde, schätzungsweise 2,5 Millionen Fahrgäste befördert. Das für den Bau verantwortliche Unternehmen des Londoner Riesenrades war Maudslay, Sons and Field.

## Geschichte

### Vorgeschichte
Der Stadtbezirk Royal Borough of Kensington and Chelsea bekam im 19. Jahrhundert ein großes Landstück westlich der Bahnstation Earl’s Court zugesprochen. Das dreieckige Land wurde durch Bahnlinien und die Bahnstation begrenzt. Ein weiteres freies Landstück in unmittelbarer Nähe zum Bahnbetriebswerk Lillie Bridge works gehörte dem Bezirk, ein weiteres wurde ursprünglich für ein Kohlelager der Midland Railway benötigt. Das Areal war mehrere Jahre lang über Brücken miteinander verbunden und diente für größere Ausstellungen, die immer wieder Menschenmassen anzogen. Die Idee, daraus ein festes Ausstellungsgelände bereitzustellen, geht auf den Geschäftsmann John Robinson Whitley zurück. Die 1886 in den USA etablierte Buffalo-Bill-Show wollte er nach London bringen. Das freie Landstück am Earl’s Court erschien ihm dafür geeignet, so dass er am 1. Oktober 1886 ein 4,55 Hektar großes Gelände für 16 Monate pachtete. In der Folgezeit fanden mehrere Ausstellungen statt, die als thematische Schwerpunkte diverse Länder hatten. Die erste begann am 9. Mai 1887 und wurde als Amerikanische Ausstellung und Wild-West-Show bezeichnet.

### Planung
Nachdem Whitley bereits den Grundstein für das Ausstellungsgelände gelegt hatte, war es der ungarischstämmige Impresario und Veranstalter Imre Kiralfy, der anlässlich der orientalischen Ausstellung Empire of India Exhibition im Jahr 1895 ein Riesenrad installieren wollte. Kiralfys Idee ging auf das Riesenrad der Weltausstellung in Chicago 1893 zurück, das von George Washington Gale Ferris entworfen wurde. Für den Bau und den Betrieb des Londoner Riesenrades wurde am 8. Februar 1894 die Gesellschaft The Gigantic Wheel and Recreation Towers Co. Limited mit einem Startkapital von 60.000 Pfund Sterling gegründet. Die Gesellschaftsaktien wurden zu jeweils einem Pfund ausgegeben. Man schätzte zu Beginn des Bauvorhabens die Errichtungskosten des Riesenrades auf 55.000 Pfund.

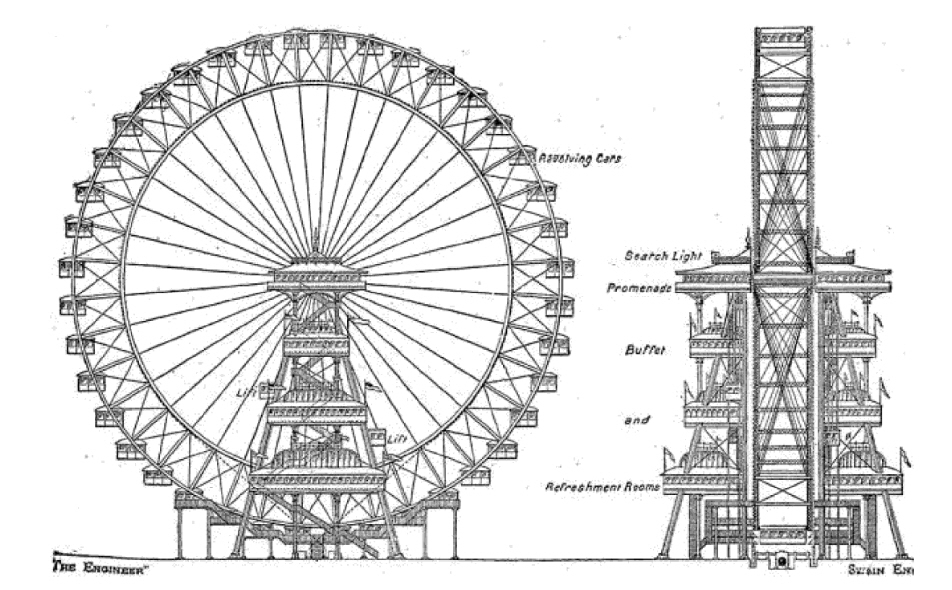
Planungsentwurf zum Londoner Riesenrad

Die ursprüngliche Planung sah vor, an jeder Seite entlang der Stützen des Riesenrades je vier Plattformen zu errichten und dort Restaurants und andere Attraktionen unterzubringen. Fahrgäste sollten die unterschiedlichen Plattformen durch Zu- und Absteigen der Gondeln wechseln können. Eine volle Umdrehung hätte durch die fortwährenden Halte etwa 35 Minuten gedauert. Weiterhin hatte man überlegt, die Gondeln unterschiedlich auszustatten und die Fahrt in eine erste und eine zweite Klasse einzuteilen, die jeweils 2 beziehungsweise 1 Schilling kosten sollten. Diese Idee wurde dahingehend stark eingeschränkt, dass man nur zwei Plattformen genau in der Radmitte setzte, auch um die rechtzeitige Fertigstellung zu gewährleisten.

### Bau und Eröffnung

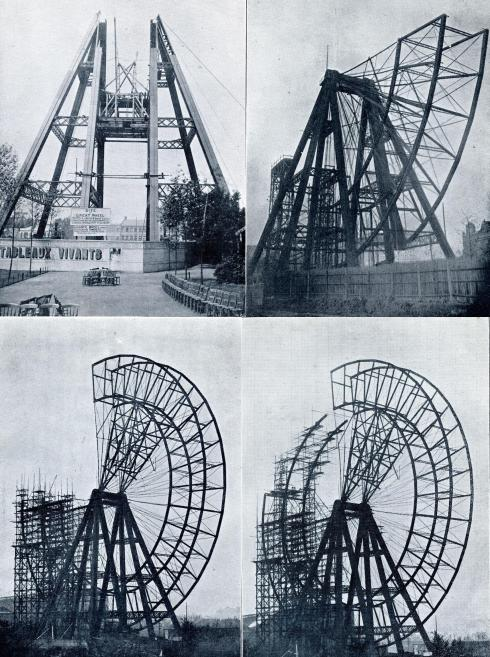
Baufortschritt in der ersten Jahreshälfte 1895

Der Baubeginn erfolgte im März 1894. Nachdem man gehofft hatte, das Riesenrad für die Saison 1894 fertigstellen und nutzen zu können, gestaltete sich der Bau schwieriger als gedacht. Im September stand nur das Tragwerk. Es wurde behauptet, dass für die baulichen Verzögerungen das nasse Wetter und der Kohlestreik in Schottland verantwortlich seien. Die strukturelle Fertigstellung erfolgte im April 1895. Das für den Bau verantwortliche Unternehmen des Londoner Riesenrades war Maudslay, Sons and Field.
Nachdem man die Gondeln an das Riesenrad angehängt hatte, folgte am 27. April eine kleine, aber ungewöhnliche Fertigstellungszeremonie. Die Frau des britischen Marineoffiziers und Ingenieurs Walter Bassett Basset, der das Patent von Ferris erwarb und neben London in Europa weitere Riesenräder baute, sowie weitere Frauen wurden auf eine Höhe von 86 Metern gehievt, um dort mit den letzten beiden der rund 20.000 Bolzen das Bauwerk zu vollenden. Die Frauen saßen dabei auf Stühlen, die an Kabeln befestigt, über eine Dampfmaschine betrieben, entsprechend manövriert wurden. Das prekäre Vorhaben ging ohne Zwischenfälle vonstatten.
Nachdem man mehrfach den Betriebsbeginn verschoben und zuletzt mit einer Eröffnung im Mai 1895 gerechnet hatte, wurde das Riesenrad nach einer Inspektionswoche am Samstag, dem 6. Juli 1895, für das Publikum eröffnet. Bereits am Dienstag, dem 2. Juli, fuhren Mitglieder des britischen Königshauses mit dem Riesenrad, darunter die damalige Princess of Wales, Alexandra von Dänemark, und ihre beiden Töchter Louise und Victoria. Am nächsten Tag konnten die Betreiber und ihre Freunde mit dem Riesenrad fahren. Der offizielle Name war The Gigantic Wheel, die Baukosten betrugen schlussendlich 62.500 Pfund.

### Betrieb und Abriss
Kurz nach der Eröffnung führten am 24. Juli 1895 Schwierigkeiten mit dem Antrieb zu einem Schaden, aufgrund dessen Passagiere für mehrere Stunden stecken blieben. Ein weiterer Zwischenfall ereignete sich am Abend des 21. Mai 1896, als das Rad erneut versagte. Zu diesem Zeitpunkt waren rund 300 Fahrgäste unterwegs, und etwa 60 bis 70 mussten im oberen Teil rund 15 Stunden ausharren, bis sie befreit werden konnten. Man versorgte die stecken gebliebenen Gäste mit Nahrung, und jeder Fahrgast erhielt als Entschädigung 5 Pfund.
Die letzte Ausstellung vor dem Abriss, zu der das Riesenrad genutzt wurde, war die vom 20. Juni bis 6. Oktober 1906 dauernde Imperial Austrian Exhibition.
Die Bau- und Betreibergesellschaft des Riesenrades schüttete bereits sechs Monate nach der Eröffnung eine Dividende von 29 Cent aus. Der Erfolg hing maßgeblich von den Besucherzahlen der jeweiligen Ausstellung ab, die jeweils beträchtlich schwankten. Man sah es als notwendig an, den Kapitalwert der Gesellschaft zu reduzieren, so dass diese am 5. Januar 1899 freiwillig in Liquidation ging und sich am 14. Januar 1899 als London Gigantic Wheel Company Ltd. mit einem auf 30.000 Pfund reduzierten Kapitalstock den Anlegern präsentierte. Die Anteilseigner erhielten eine 10-Schilling-Aktie für je eine 1-Pfund-Aktie der Vorgängergesellschaft. Der Mietvertrag für den Standort des Riesenrades war auf zwei Jahre ausgelegt und musste danach mit der Bezirksverwaltung neu verhandelt werden. Allerdings konnte die Gesellschaft verschiedene Bedingungen für die Pachtverlängerung nicht erfüllen, so dass sie am 1. Januar 1907 erneut freiwillig liquidiert und 1909 endgültig aufgelöst wurde.

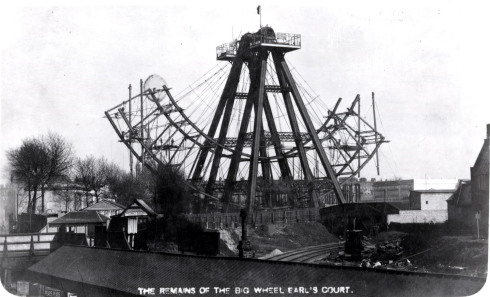
Rückbau des Riesenrades in der finalen Phase

Gegen Jahresende 1906 wurde dem Unternehmen W. T. Andrews die gefährliche und komplexe Aufgabe der Demontage des Riesenrades übertragen. Aufgrund der Nähe zu den vielen Bahnstrecken kam eine Sprengung nicht in Frage, so dass das Bauwerk mühsam abgebaut und abgetragen werden musste. Zunächst wurde anhand einer Revisionsarbeit der Zustand auf eventuelle Schäden hin überprüft. Im nächsten Schritt wurden die Gondeln so entfernt, dass es zu keinem starken Masseungleichgewicht kam. Dann wurde von oben nach unten die Kreisstruktur entfernt. Es dauerte ab Anfang 1907 rund vier Monate, die gesamte Konstruktion zu demontieren. An den Arbeiten waren 200 fest angestellte Arbeiter beteiligt, die in Spitzenphasen die Unterstützung von weiteren 200 Hilfskräften erhielten.

## Beschreibung

### Lage

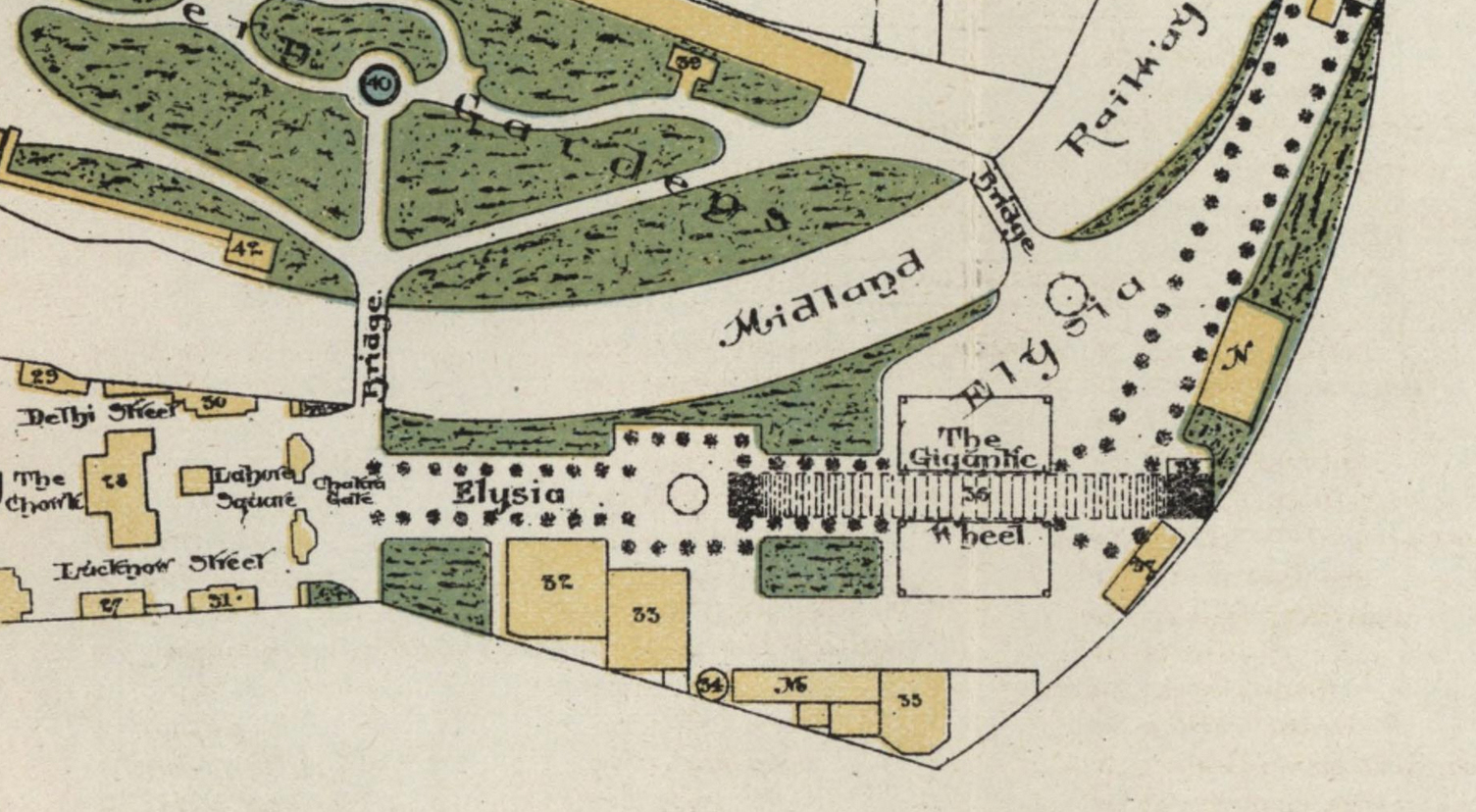
Lage des Riesenrades im damaligen Ausstellungsgelände

Das Riesenrad stand am nördlichen Rand des Ausstellungsgeländes Earls Court Exhibition Centre im Londoner Bezirk Royal Borough of Kensington and Chelsea. Ausgehend vom zentralen Platz Imperial Court setzte sich nördlich die Indian City fort, und in direkter Sichtachse war über eine kurze Allee – Elysia genannt – das Riesenrad erreichbar. Östlich vom Riesenrad gab es kleinere Galerien und Ausstellungsbauten. Unmittelbar westlich vom Riesenrad verlief ein Streckenabschnitt der Midland Railway. Vom Riesenrad konnte man über zwei Brücken westwärts über die Bahnlinie der Midland Railway in die Western Gardens gelangen. Nordöstlich vom Riesenrad befand sich das für seinen Betrieb notwendige Maschinenhaus.
An das Riesenrad am damaligen Standort erinnert gegenwärtig nichts mehr. An dem Standort befindet sich heute das Bahnbetriebswerk Lillie Bridge works, zu dem Nebengleise der Bahnlinie hinführen. Allerdings befinden sich dort noch unterirdisch die Fundamente, die nie geborgen wurden.

### Architektur
Verglichen mit seinem 84 Meter hohen Vorbild in Chicago war das Riesenrad in London höher und wies auch eine andere Stützkonstruktion auf. Das 93,9 Meter hohe Riesenrad wurde von einer 53,3 Meter hohen Stützkonstruktion aus acht Säulen getragen, die durch das Unternehmen Sir William Arrol & Company aus Glasgow erbaut wurden. Der Raddurchmesser betrug 86,5 Meter. Allein die Stützkonstruktion wog einschließlich der Plattformen 400 Tonnen und gründete auf massiven, pyramidenförmigen Betonblöcken, die bis zu einer Tiefe von 4,5 Meter dem Bauwerk die erforderliche Standsicherheit gaben. Jeder dieser Fundament-Beton-Blöcke wog rund 250 Tonnen. Die Gesamtmasse des Riesenrades betrug 1100 Tonnen. Die ausführenden Bauingenieure waren die beiden Australier Adam Gaddelin und Gareth Watson.

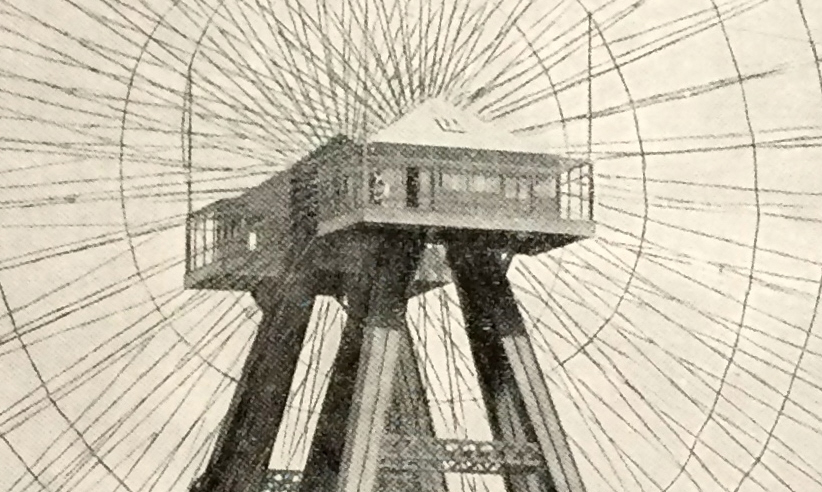
Plattformen am Radmittelpunkt

Ein bemerkenswertes Alleinstellungsmerkmal des Londoner Riesenrades waren seine beidseitig auf Höhe des Radmittelpunktes angebrachten, überdachten balkonartigen Plattformen, die über Aufzüge erreichbar waren – im ursprünglichen Entwurf waren sogar vier Plattformen je Seite vorgesehen und sollten der Aussicht dienen sowie Buffet- und Erfrischungsräumlichkeiten beinhalten. Die beiden auffälligen Plattformen oberhalb der Stützkonstruktion hatten einen rechteckigen Grundriss, trugen ein Pyramidendach und hatten zur Außenseite hin zwei Fahnenmasten. Sie wurden als Promenade bezeichnet und sollten dem Besucher des Riesenrades einerseits als Aussichtsplattform, andererseits als Restaurant dienen. Ein Artikel vom 3. Mai 1895 im Fachblatt Engineering beschrieb akribisch diese Eigenschaften und Einrichtungen. Zum Eröffnungszeitpunkt waren diese Plattformen wie auch die Aufzüge allerdings noch nicht fertiggestellt. Der umfangreiche Ausstellungskatalog erwähnt diese Räumlichkeiten nicht weiter, und es findet sich auch keine Aufnahme oder Werbung, auf denen auf- oder absteigende Aufzüge auszumachen wären oder auf dieses besondere Raumnutzungsangebot eingegangen wird. Vermutlich wurden diese Räumlichkeiten nie fertiggestellt und damit auch während der gesamten Betriebsdauer nie genutzt.
Die Radachse hatte einen Durchmesser von 2,1 Meter und eine Masse von 58 Tonnen, sie wurde von dem auch für den Bau verantwortlichen Unternehmen Maudslay, Sons and Field gefertigt. Das Rad trug insgesamt 40 Gondeln, von denen jede 5,25 Tonnen wog, 3,0 Meter hoch war und eine rechteckige Grundfläche von 2,7 × 7,3 Metern aufwies. Die Kapazität der Gondeln war auf bis zu 40 Personen ausgelegt. Die Gondeln wurden durch den Waggonbauer Brown, Marshalls and Co. Ltd. aus der Nähe von Birmingham gefertigt. Eine volle Umdrehung dauerte rund 20 Minuten. An klaren Tagen soll man bis Windsor Castle gesehen haben können. Ein technisches Highlight war damals, dass nicht nur die Gondeln zu den Abendstunden mit elektrischem Licht ausgestattet waren, sondern das gesamte Riesenrad angestrahlt wurde, um es entsprechend eindrucksvoll in Szene zu setzen.

### Antriebstechnik
So sehr sich das Londoner Riesenrad an das Pendant aus Chicago anlehnte, so unterschiedlich war die mechanische Antriebstechnik. Während das Riesenrad von Chicago den Antrieb an der Drehachse vollzog, wählte der Ingenieur Walter Bassett Basset einen anderen Ansatz. Bassets Konstruktion basierte auf einem Antriebssystem aus Ketten, die unterirdisch vom Maschinenhaus bis zum Riesenrad verliefen. Die beiden je rund 305 Meter langen und acht Tonnen schweren Ketten wurden über ein System aus Rollen und V-förmigen Rillen an den äußeren Ring des Riesenrades geführt, wo sie für den Antrieb sorgten. Die Ketten selbst wurden durch zwei je 50 PS starke Dampfmaschinen von Robey & Co betrieben. Sowohl die Anfahrt wie das Anhalten des Riesenrades gelang damit sanft, ohne Schläge und statische Belastungen auf die Konstruktion. Dieser Mechanismus konnte von einer einzigen Person bedient werden.

## Gedenkmedaillen
Über die gesamte Betriebsdauer des Riesenrades von London wurden jährlich Gedenkmedaillen aus Kupfer geprägt und herausgegeben. Die runde Medaille wiegt 11,66 Gramm und misst 32 Millimeter im Durchmesser, der geriffelte Rand ist 1,8 Millimeter dick. Damit hat sie in etwa die Größe einer alten Penny-Münze. Auf der einen Seite trägt sie das Abbild des Riesenrades mit dem jeweiligen Prägejahr – sie wurde von 1895 bis 1906 ausgegeben – am unteren Rand sowie der umlaufenden Inschrift Gigantic Wheel Earls Court. Auf der Rückseite des Souvenirmedaillons war ein kurzer Erklärtext mit technischen Daten und dem Hinweis, dass man vom Riesenrad aus Windsor Castle sehen könne. Die genaue Ausgabestückzahl der Gedenkmedaille ist unbekannt. Da es sich aber um Souvenirstücke gehandelt hat, geht man davon aus, dass sie in entsprechend großer Stückzahl im Umlauf waren. Die erhaltenen Medaillen werden bis heute als Sammlerobjekte gehandelt.

## Einordnung zu anderen Riesenrädern
George Ferris als Erfinder des Riesenrades setzte bei der Weltausstellung in Chicago 1893 das erste derartige Fahrgeschäft um. Der Erfolg dieser Erfindung veranlasste den britischen Marineoffizier und Ingenieur Walter Basset, Ferris das Patent abzukaufen und in der Folge vier weitere Riesenräder in Europa zu errichten. Das einzige dieser vier ersten Riesenräder aus der Zeit um die Jahrhundertwende, das noch steht, ist das Wiener Riesenrad im Prater, welches eine baulich kleinere Kopie des Blackpooler Riesenrades darstellt. Ein für den Stadtteil New Brighton, als Teil des Ortes Wallasey, geplantes Riesenrad wurde aufgrund von Rechtsstreitigkeiten zwischen Basset und Graydon nicht errichtet. Der Ort errichtete als Ersatz dafür den New Brighton Tower, der allerdings in den 1920er Jahren abgerissen wurde.
|                    | Ferris Wheel † | London | Blackpool | Wien       | Paris |
| ------------------ | -------------- | ------ | --------- | ---------- | ----- |
| Bild               |                |        |           |            |       |
| Maximale Höhe      | 84 m           | 93,9 m | 67 m      | 64,7 m     | 100 m |
| Errichtungsjahr    | 1893           | 1895   | 1896      | 1897       | 1900  |
| Jahr der Demontage | 1906           | 1907   | 1928      | in Betrieb | 1920  |

London erhielt 1998–2000 mit dem London Eye erneut ein Riesenrad, das mit einer Höhe von 135 Metern zu den größten der Welt zählt.